# Kierdorf (Bergisch Gladbach)
Kierdorf  ist ein Ortsteil im Stadtteil Herkenrath von Bergisch Gladbach.

## Geschichte
Im südwestlichen Bereich von Herkenrath liegt die Ortschaft Kierdorf, die ihren Ursprung im Kierdorfer Hof hat, der bereits 1277 anlässlich einer Schenkung durch den Ritter Robert von Rosenau an die Johanniterkommende Herrenstrunden erwähnt wird. Der Hof wurde bis zur Säkularisation 1806 durch einen Pächter bewirtschaftet. 1905 wurden hier neun Wohngebäude mit 45 Einwohnern gezählt.
Der benachbarte Kierdorfer Wald gehörte zu der Ortschaft Kierdorf hinzu. Der Siedlungsname geht etymologisch auf das althochdeutsche Wort „keran“ (= drehen, wenden) bzw. das mittelhochdeutsche „Kêre“ (= Wendung, Umkehr) zurück und bedeutet so viel wie Dorf an einer Wegbiegung. Kierdorf liegt seit je an der Straße von Herkenrath nach Sand, wo die Straße eine starke Krümmung aufweist.
Laut der Uebersicht des Regierungs-Bezirks Cöln besaß der als Bauergut kategorisierte Ort 1845 ein Wohnhaus. Zu dieser Zeit lebten sechs Einwohner im Ort, alle katholischen Glaubens.